# Wagajskaja
Wagajskaja (ros. Вагайская) – wieś (dieriewnia) w Rosji, w obwodzie tiumeńskim, w rejonie omutińskim. W 2021 liczyła 230 mieszkańców.